# Чурилов, Александр Владимирович
Алекса́ндр Влади́мирович Чури́лов (укр. Олександр Володимирович Чурілов; род. 6 июня 1984, Жданов, Украинская ССР, СССР) — украинский футболист, вратарь.

## Биография
Первый тренер — Владимир Колач. Вначале Чурилов играл на позиции нападающего, но позже из-за большого роста стал вратарём. В ДЮФЛ выступал за «Металлург» (Мариуполь), «Заря» (Луганск), «Шахтёр» (Донецк).

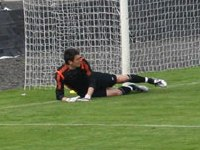
В игре за «Буковину»

На профессиональном уровне играл за «Машиностроитель», «Уголёк», «ИгроСервис», «Олимпик» (Донецк). Зимой 2008 года перешёл в «Феникс-Ильичёвец». Из-за финансовых проблем клуба перешёл в клуб из Молдавии «Дачия». В команде дебютировал 3 мая 2009 года в матче против «Нистру» (3:0). Летом 2009 года покинул Кишинёв и перешёл в луганскую «Зарю».
В 2010 году выступал за кировоградскую «Звезду». Затем за «Буковину» из Черновцов. Вторую половину сезона 2011/12 провёл в армянском «Титане». Летом 2012 года перешёл в ахтырский «Нефтяник-Укрнефть». В команде взял 1 номер.
Летом 2013 года перешел в «Говерлу». В Премьер-лиге дебютировал 14 июля, в первом же туре чемпионата, выйдя на поле на 10 минуте вместо травмированного Дмитрия Бабенко и пропустил два гола от донецкого «Шахтёра». Затем выступал за «Ильичёвец».
14 июля 2016 стал игроком «Тернополя», но уже 1 сентября того же года было официально объявлено, что Чурилов разорвал контракт с клубом по обоюдному согласию.

## Личная жизнь
Женат, вместе воспитывают сына. Старший брат — Григорий, футбольный тренер.

## Достижения
- Серебряный призёр чемпионата Молдавии: 2008/09